# Государство Дамаск
Государство Дамаск (фр. État de Damas, араб. دولة دمشق‎ — Dawlat Dimashq) — одно из шести государств, образованных французским генералом Анри Гуро на территории французского мандата в Сирии в соответствии с решениями конференции в Сан-Ремо и ликвидацией Арабского Королевства Сирия.
Другими государствами были Государство Алеппо (1920), Алавитское государство (1920), Джабаль аль-Друз (1921), санджак Александретта (1921) и государство Великий Ливан (1920), ставшее позже современным государством Ливан.

## Создание
Государство Дамаск было провозглашено французским генералом Анри Гуро 3 сентября 1920 года со столицей в Дамаске. Первым президентом нового государства был Хакк Аль-Азм. Государство Дамаск включало город Дамаск и его окрестности, а также города Хомс и Хама и долину реки Оронт.
Территория нового государства Дамаск была меньше по сравнению с вилайетом Дамаск времён Османской империи: четыре кади (района), составлявшие христианский Горный Ливан, отошли новому государству Великий Ливан. Территория, отделённая от Дамаска, соответствует современным долине Бекаа и Южному Ливану. Государство Дамаск, а затем и Сирия, постоянно протестовали против отделения этих территорий и требовали их возвращения в течение всего мандатного периода. Мусульманское население этого региона также протестовало против отделения от Дамаска.

## Сирийская федерация и Государство Сирия
22 июня 1922 года генерал Гуро провозгласил создание Сирийской Федерации (la Fédération Syrienne), которая включала государство Дамаск, государство Алеппо и Алавитское государство. В 1924 году Алавитское государство было отделено снова. Сирийская Федерация была переименована в Государство Сирия 1 декабря 1924 года.